# Samir Nasri
Samir Nasri (n. 26 iunie 1987 în Marseille, Franța) a fost un fotbalist internațional francez.

## Cariera

### Cariera de club
Actualizat la 14 decembrie 2013.
În 2018 a fost suspendat pentru o perioadă șase luni din cauza dopajului.
| Club            | Sezon        | Campionat | Campionat | Cupă    | Cupă   | Europa  | Europa | Total   | Total  |
| Club            | Sezon        | Meciuri   | Goluri    | Meciuri | Goluri | Meciuri | Goluri | Meciuri | Goluri |
| --------------- | ------------ | --------- | --------- | ------- | ------ | ------- | ------ | ------- | ------ |
| Marseille       | 2004–05      | 24        | 1         | 1       | 0      | 0       | 0      | 25      | 1      |
| Marseille       | 2005–06      | 30        | 1         | 5       | 0      | 14      | 1      | 49      | 2      |
| Marseille       | 2006–07      | 37        | 3         | 7       | 0      | 6       | 0      | 50      | 3      |
| Marseille       | 2007–08      | 30        | 6         | 4       | 0      | 8       | 0      | 42      | 6      |
| Marseille       | Total        | 121       | 11        | 17      | 0      | 28      | 1      | 166     | 12     |
| Arsenal         | 2008–09      | 29        | 6         | 5       | 0      | 10      | 1      | 44      | 7      |
| Arsenal         | 2009–10      | 26        | 2         | 2       | 0      | 6       | 3      | 34      | 5      |
| Arsenal         | 2010–11      | 30        | 10        | 8       | 3      | 8       | 2      | 46      | 15     |
| Arsenal         | 2011–12      | 1         | 0         | 0       | 0      | 0       | 0      | 1       | 0      |
| Arsenal         | Total        | 86        | 18        | 15      | 3      | 24      | 6      | 125     | 27     |
| Manchester City | 2011–12      | 31        | 5         | 5       | 1      | 9       | 0      | 45      | 6      |
| Manchester City | 2012–13      | 27        | 2         | 3       | 2      | 6       | 1      | 38      | 5      |
| Manchester City | 2013–14      | 16        | 4         | 0       | 0      | 4       | 1      | 20      | 5      |
| Manchester City | Total        | 74        | 11        | 8       | 3      | 19      | 2      | 103     | 16     |
| Career Total    | Career Total | 281       | 40        | 40      | 6      | 71      | 9      | 394     | 55     |

### Cariera internațională
La 10 septembrie 2013.
| Echipa națională | Sezon   | Meciuri | Goluri |
| ---------------- | ------- | ------- | ------ |
| Franța           | 2006–07 | 3       | 1      |
| Franța           | 2007–08 | 9       | 1      |
| Franța           | 2008–09 | 3       | 0      |
| Franța           | 2009–10 | 0       | 0      |
| Franța           | 2010–11 | 7       | 0      |
| Franța           | 2011–12 | 13      | 2      |
| Franța           | 2012–13 | 0       | 0      |
| Franța           | 2013–14 | 3       | 1      |
| Total            | Total   | 38      | 5      |

#### Goluri date în competiții preliminare/finale
| 1                            | 6 iunie 2007       | Stade de l'Abbé Deschamps, Auxerre, France | Georgia               | 1–0 | 1–0 | Preliminariile Campionatului European de Fotbal 2008   |
| 2                            | 16 noiembrie 2007  | Stade de France, Saint-Denis, France       | Maroc                 | 2–1 | 2–2 | Meci amical                                            |
| 3                            | 11 octombrie 2011  | Stade de France, Saint-Denis, France       | Bosnia și Herțegovina | 1–1 | 1–1 | Preliminariile Campionatului European de Fotbal 2012   |
| 4                            | 11 iunie 2012      | Donbass Arena, Donetsk, Ukraine            | Anglia                | 1–1 | 1–1 | Euro 2012                                              |
| 5                            | 10 septembrie 2013 | Central Stadium, Gomel, Belarus            | Belarus               | 2–3 | 2–4 | Calificările pentru Campionatul Mondial de Fotbal 2014 |
| Corect la 10 septembrie 2013 |                    |                                            |                       |     |     |                                                        |

## Palmares

### Club
Marseille
- Cupa UEFA Intertoto: 2005

Manchester City
- Premier League: 2011–12
- FA Community Shield: 2012

### International
Franța
- UEFA European Under-17 Football Championship: 2004

### Individual
- UNFP Ligue 1 Young Player of the Year: 2006–07
- UNFP Ligue 1 Team of the Year: 2006–07
- Premier League Player of the Month: decembrie 2010
- French Player of the Year: 2010
- Arsenal Player of the Month: decembrie 2010
- PFA Fans' Player of the Month: octombrie 2010, decembrie 2010, ianuarie 2011
- Premier League PFA Team of the Year: 2010–11